# Margaritopsis hassleriana
Margaritopsis hassleriana är en måreväxtart som först beskrevs av Robert Hippolyte Chodat, och fick sitt nu gällande namn av Charlotte M. Taylor. Margaritopsis hassleriana ingår i släktet Margaritopsis och familjen måreväxter. Inga underarter finns listade i Catalogue of Life.